# Ida Straus
Rosalie Ida Straus (Worms, Hesse-Darmstadt; 6 de febrero de 1849 - Océano Atlántico Norte; 15 de abril de 1912) fue una pasajera del RMS Titanic y esposa del copropietario de la cadena comercial estadounidense Macy's, Isidor Straus. Ambos fallecieron en el naufragio del Titanic.

## Biografía

### Vida personal
Nació como  Ida Blun en Worms, Confederación Germánica. Era hija de Nathan Blun (1815-1879) y de Wilhelmine Freudenberg (1814-1868) siendo la quinta de siete hermanos. En 1871 contrajo matrimonio con Isidor Straus, de quien adoptaría su apellido. A lo largo de su unión, tuvieron siete hijos.
La cantante King Princess (nacida Mikaela Straus) es su tataranieta.

### A bordo del RMS Titanic
Ambos se encontraban en Europa por aquel entonces. En un principio debían embarcar en otro navío, pero a causa de una huelga en el sector del carbón en Inglaterra, tuvieron que subir a bordo del Titanic, puesto que varios barcos afectados transfirieron pasajeros a este transatlántico.
En la noche del hundimiento, la pareja se encontraba cerca del bote 8 en compañía de su criada Ellen Bird. Aunque el oficial a cargo de la embarcación trató de convencerle de que subiera junto a ellas, Isidor rechazó embarcar mientras hubiera mujeres y niños en cubierta. No obstante, instó a su esposa a que subiese, pero ella decidió quedarse con él. De acuerdo con los testigos, sus últimas palabras fueron: "Hemos vivido juntos mucho tiempo. A dónde tú vayas, yo iré". Fueron vistos por última vez cogidos del brazo en la cubierta.

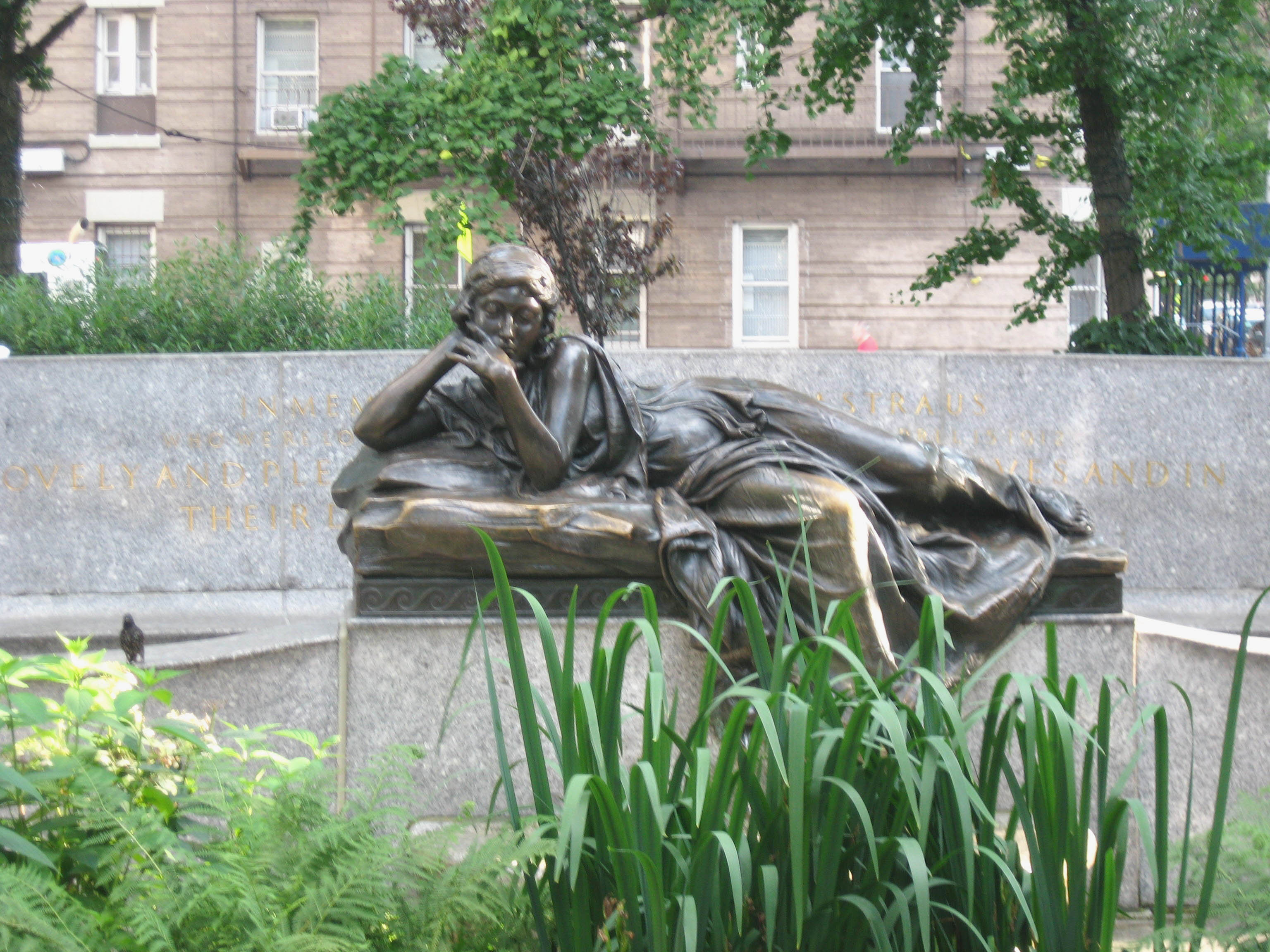
Memorial en el Straus Park, en Manhattan

El cuerpo de Isidor fue recuperado, no siendo así en el caso de Ida. En el cementerio de Woodlawn en el Bronx se halla un cenotafio en el mausoleo de los Straus en cuya inscripción puede leerse: "Ni todas las aguas pueden aplacar el amor, ni las inundaciones anegarlo".

## En la cultura popular
Ida ha sido interpretada en el cine por las siguientes actrices:
- (1953) Helen Van Tuyl (Titanic)
- (1958) Helen Misener (A Night to Remember)
- (1979) Nancy Nevinson (S.O.S. Titanic)
- (1996) Janie Woods-Morris (Titanic)
- (1997) Elsa Raven (Titanic)
- (1997) Alma Cuervo (Titanic) (musical)

## Memoriales
Aparte del cenotafio del cementerio de Woodlawn, hay otros tres memoriales a la memoria del matrimonio en diferentes puntos de Nueva York:
- En la entrada principal de Macy's, 34th Street, Manhattan se encuentra una placa memorial.
- También en Manhattan, en la intersección de Broadway y West End Avenue a la altura de la w. 106th Street se erige una estatua en el Straus Park.[4]
- El colegio público P.S. 198 recibe el nombre de los Sres. Straus.